# Бушир
Бушир, Бушір (перс. بوشهر) — місто і столиця іранської провінції Бушир, порт на березі Перської затоки.
Населення міста — 165,4 тис. осіб (2005). В місті живуть переважно перси-шиїти, також представники арабської та африканської меншин.

## Географія
Бушир розташований на південному заході країни на березі Перської затоки.

### Клімат
Місто знаходиться у зоні, котра характеризується кліматом тропічних пустель. Найтепліший місяць — липень із середньою температурою 33.3 °C (92 °F). Найхолодніший місяць — січень, із середньою температурою 14.4 °С (58 °F).
| Клімат Бушира           | Клімат Бушира | Клімат Бушира | Клімат Бушира | Клімат Бушира | Клімат Бушира | Клімат Бушира | Клімат Бушира | Клімат Бушира | Клімат Бушира | Клімат Бушира | Клімат Бушира | Клімат Бушира | Клімат Бушира |
| Показник                | Січ.          | Лют.          | Бер.          | Квіт.         | Трав.         | Черв.         | Лип.          | Серп.         | Вер.          | Жовт.         | Лист.         | Груд.         | Рік           |
| Абсолютний максимум, °C | 25            | 26            | 36            | 36            | 40            | 41            | 42            | 40            | 40            | 38            | 36            | 26            | 42            |
| Середній максимум, °C   | 16            | 18            | 21            | 26            | 31            | 33            | 35            | 35            | 34            | 30            | 25            | 19            | 27            |
| Середня температура, °C | 14            | 16            | 20            | 24            | 28            | 31            | 33            | 33            | 32            | 28            | 22            | 17            | 25            |
| Середній мінімум, °C    | 12            | 13            | 17            | 21            | 26            | 29            | 31            | 31            | 29            | 25            | 20            | 15            | 23            |
| Абсолютний мінімум, °C  | −1            | 0             | 5             | 2             | 16            | 13            | 23            | 22            | 21            | 11            | 7             | 6             | −1            |
| Днів з опадами          | 5             | 4             | 3             | 2             | 1             | 0             | 0             | 0             | 0             | 2             | 2             | 4             | 23            |
| ----------------------- | ------------- | ------------- | ------------- | ------------- | ------------- | ------------- | ------------- | ------------- | ------------- | ------------- | ------------- | ------------- | ------------- |
| Джерело: Weatherbase    |               |               |               |               |               |               |               |               |               |               |               |               |               |

## Історія

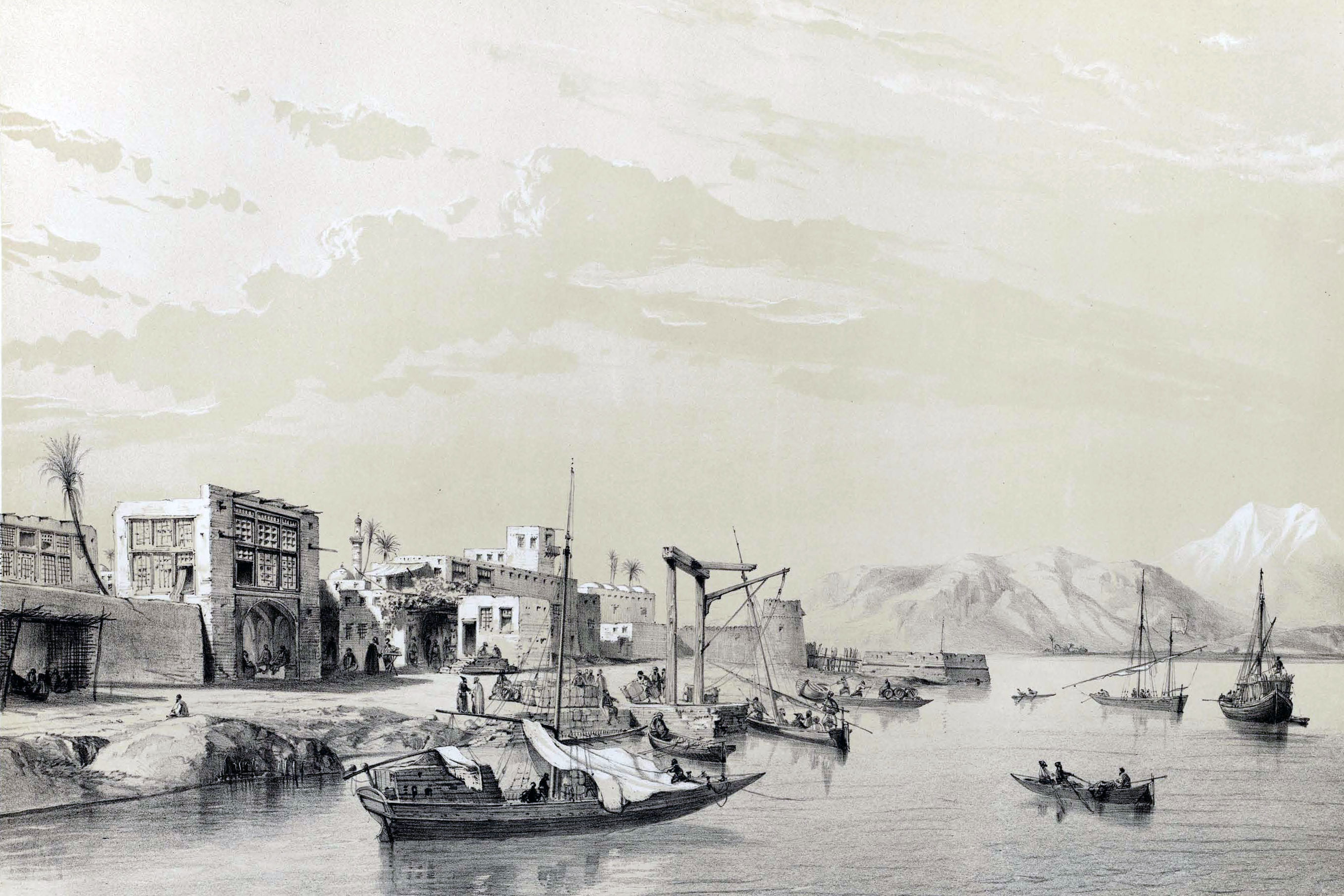
Бушир у 1840 році. Автор — Ежен Фланден (1809—1889)

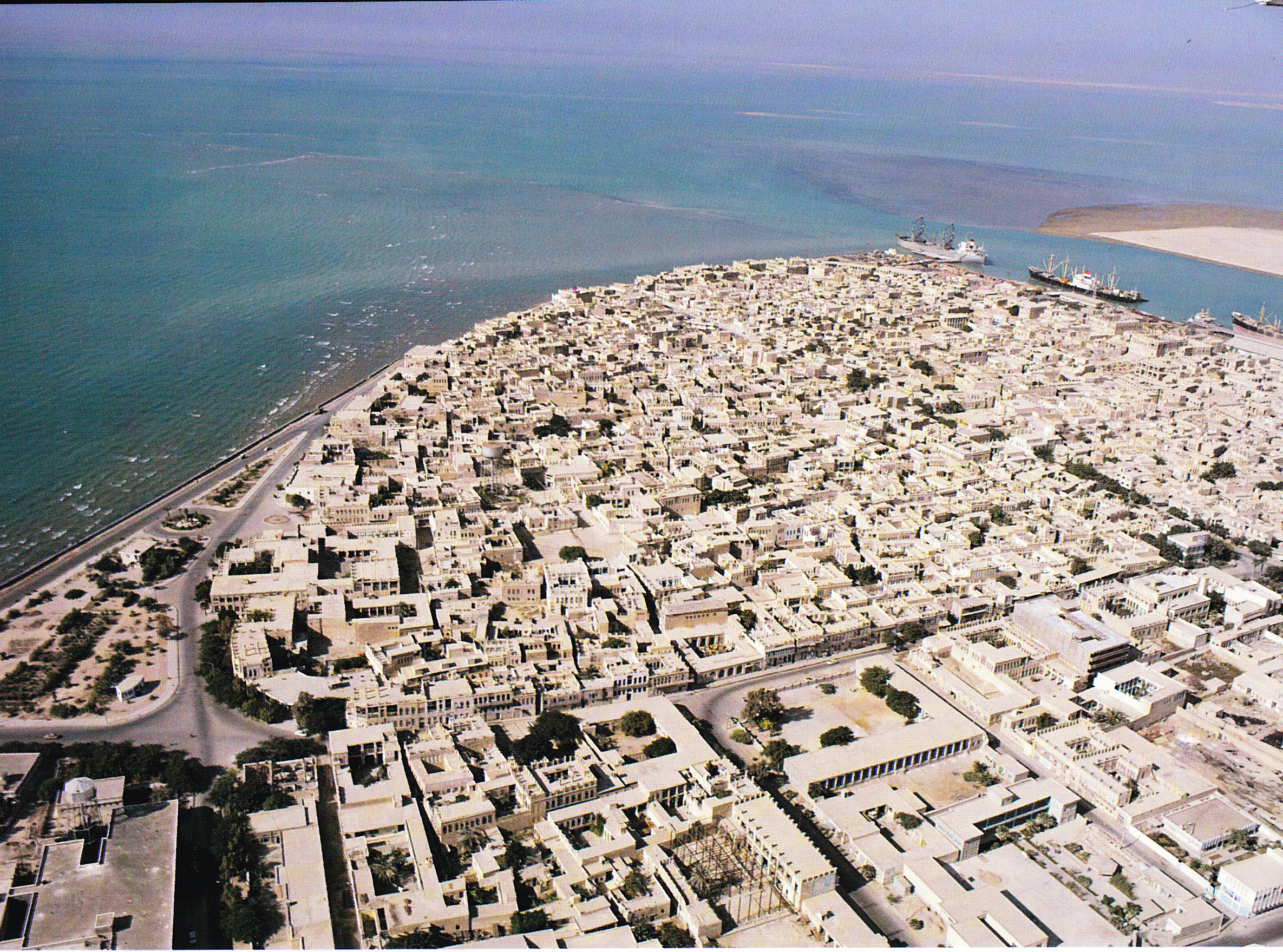
Вигляд на місто, 1973 рік

Бушир був заснований у 1736 році Надир-шахом на місці стародавнього поселення Рішехр. 1763 року Карім-хан дозволив Британській Ост-Індській компанії заснувати в Буширі свій «перевалочний пункт». До кінця XVIII століття англійці побудували в Буширі повноцінну військово-морську базу. У XIX столітті Буширський порт стає одним з найбільших на березі Перської затоки. 1856 року англійці окупували місто в ході Англо-перської війни 1856–1857. Міський гарнізон здався 9 грудня 1856 року.
У 1915 році, під час Першої світової війни місто було знову захоплене англійцями з метою не допустити поширення там впливу німців.
Під час Другої світової війни Бушир, поряд з іракською Басрою, був основним портом, яким у СРСР (через територію Ірану) доставлялися товари по ленд-лізу (переважно військові автомобілі своїм ходом).

## Населення
Більшість населення складають перси-шиїти. Також у місті проживають арабська та африканська меншини.

## Економіка
У районі Бушир будується атомна електростанція. Будівництво було розпочато в 1975 році німецьким концерном Kraftwerk Union і зупинено в 1980 році через санкції проти Ірану після Ісламської революції. 1992 року підписано міжурядову угоду про будівництво в Ірані АЕС з російськими реакторами ВВЕР-1000. 1998 року компанія «Атомстройекспорт» розпочала добудову. Через умови, які висунув Іран, щодо використання німецьких споруд і устаткування (поставлені умови є надзвичайно технічно складним завданням) реалізація проєкту затяглася

## Відомі особистості
В поселенні народився:
- Моніру Раваніпур (* 1952) — іранська письменниця.